# ウンモンスズメ
ウンモンスズメ（雲紋雀　Callambulyx tatarinovii gabyae）は、チョウ目・スズメガ科に属するガの一種。日本では北海道から本州、九州まで広く生息する。

## 特徴
成虫の体と前翅は緑色、後翅は赤色を帯びる。開張は約65～80mm。灯火に集まる。
幼虫の体は緑色で、背中と側面の斜線（白い顆粒列、終齢になると赤くなる）が特徴。尾角は赤茶色。ニレ科のケヤキ、アキニレの葉を食べる。土中に入って蛹で越冬する。成虫は5～9月に出る。

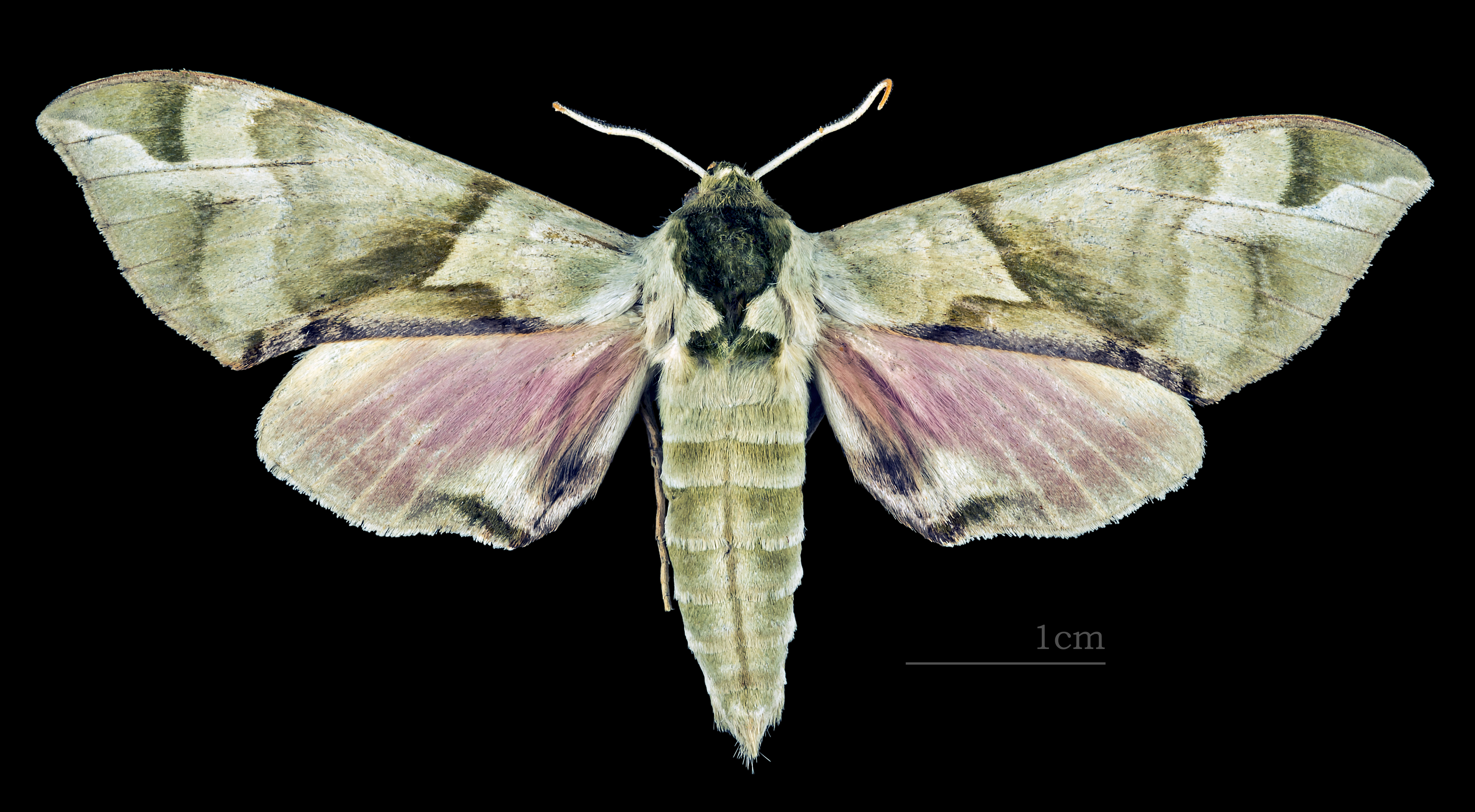
Callambulyx tatarinovii tatarinovii ♂
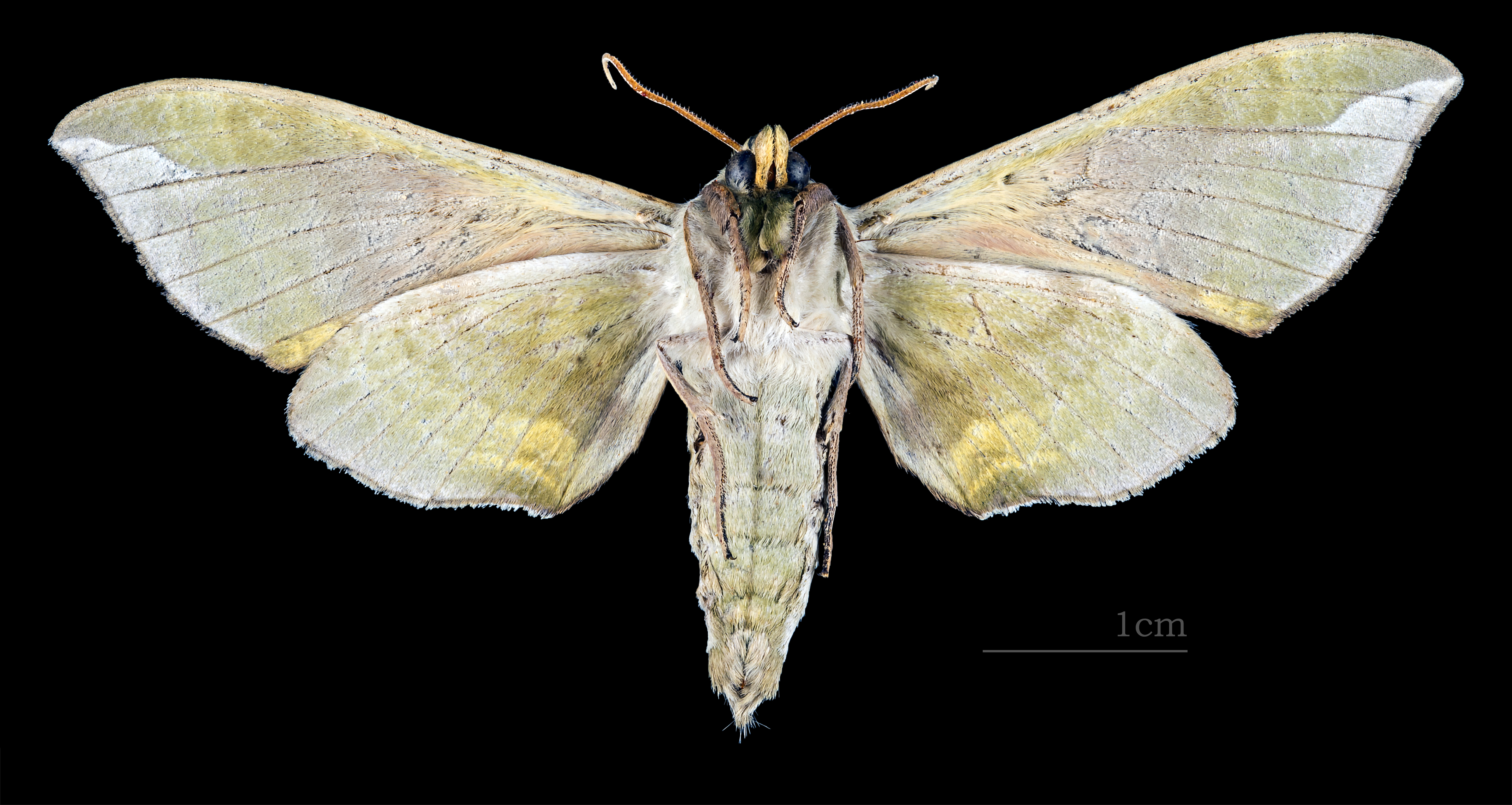
Callambulyx tatarinovii tatarinovii ♂ △
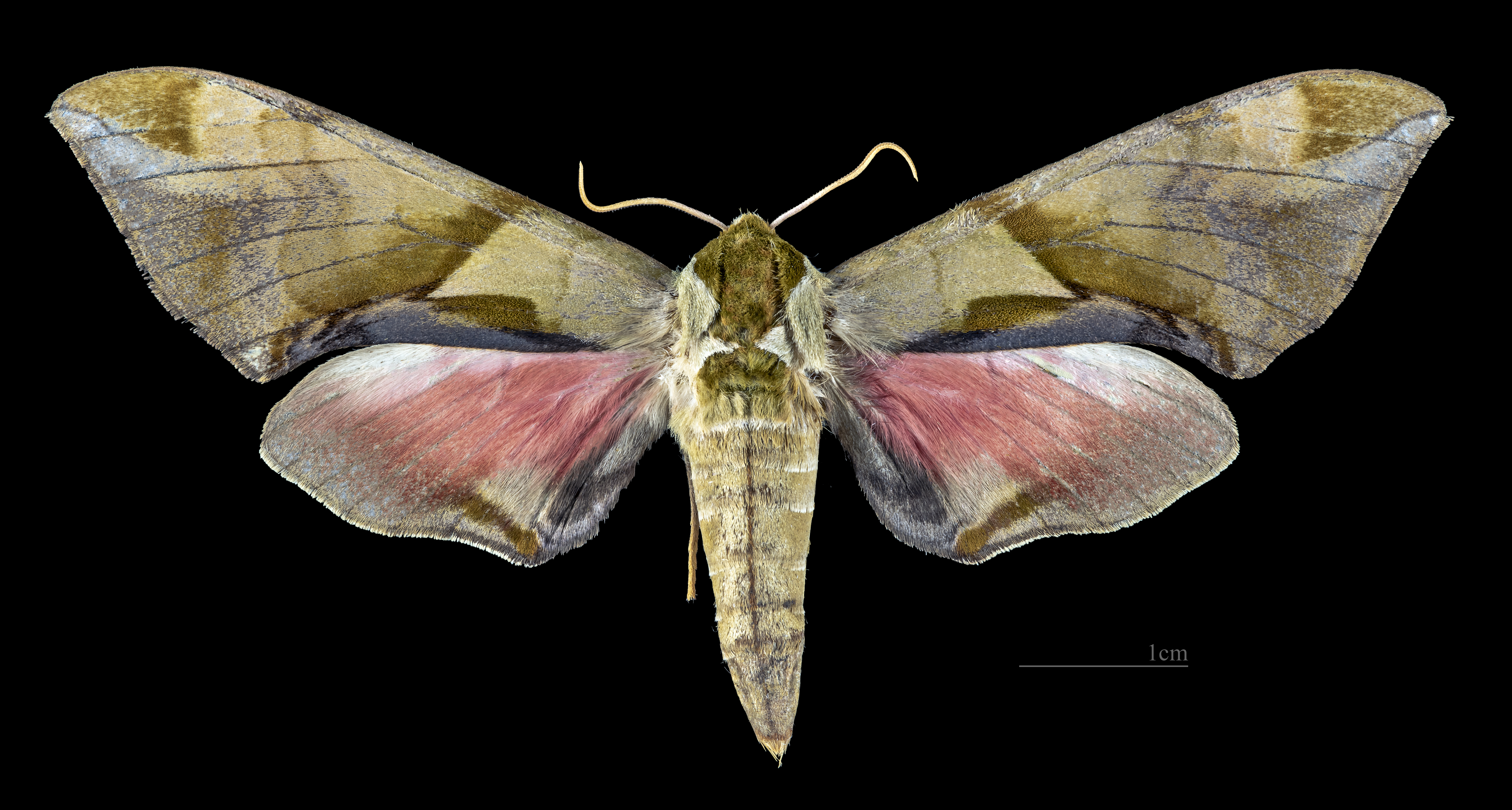
Callambulyx tatarinovii tatarinovii ♀
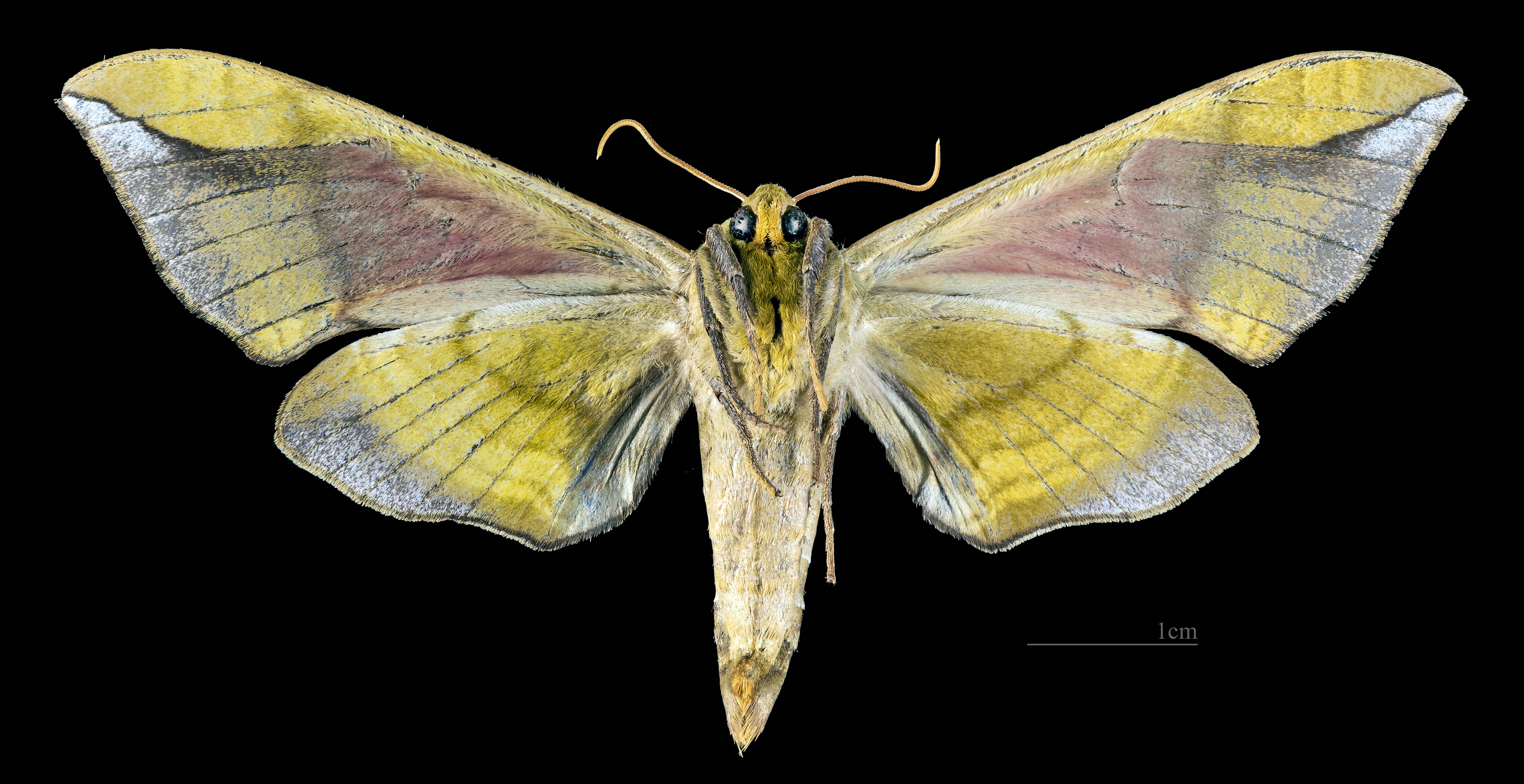
Callambulyx tatarinovii tatarinovii ♀ △

## 分布
日本、朝鮮、中国、台湾、シベリア南東部にかけて分布する。亜種japonica は北海道に分布し、本州産の亜種gabyaeより一般に小型であり、翅の緑色はそれほど鮮明ではない。